# 朝日新闻社
株式會社朝日新闻社（日語： / 英語：）是负责出版发行日本全国级报纸《朝日新闻》的报社。除报纸业务外，它还从事杂志和图书的出版发行，以及艺术品展览、体育赛事主办等事业。朝日新闻社发祥于日本大阪市，因此时至今日，朝日新闻大阪本社依旧是其在相关登记上的总部所在地。

## 公司概况
朝日新闻社创建于1879年1月8日，目前在日本有本社、支社共计5个；记者站293个；印刷所24个；海外机构34个。其报纸专卖店被称为“朝日新闻服务点（ / ）”，简称。ASA在日本拥有约3,000家连锁加盟店，相关从业人员约有78,000名。
根据日本发行量审查机构协会的调查，截至2019年5月，其旗下早报部分在日本及海外的销量约为552万份，居日本第二。

### 组织架构

#### 本社·支社·本部
- 东京本社（日语：朝日新聞東京本社）：东京都中央区筑地5-3-2
- 大阪本社（日语：朝日新聞大阪本社）：大阪府大阪市北区中之岛2-3-18 中之岛节日大厦
- 西部本社（日语：朝日新聞西部本社）：福冈县北九州市小仓北区室町（日语：室町 (北九州市)）1-1-1 北九州河滨步道
- 名古屋本社（日语：朝日新聞名古屋本社）：爱知县名古屋市中区荣1-3-3 名古屋朝日会馆
- 北海道支社（日语：朝日新聞北海道支社）：北海道札幌市中央区北1条西1-6 札幌创世广场（日语：さっぽろ創世スクエア）
- 福冈本部（日语：朝日新聞福岡本部）：福冈县福冈市博多区博多站前2-1-1 福冈朝日大厦

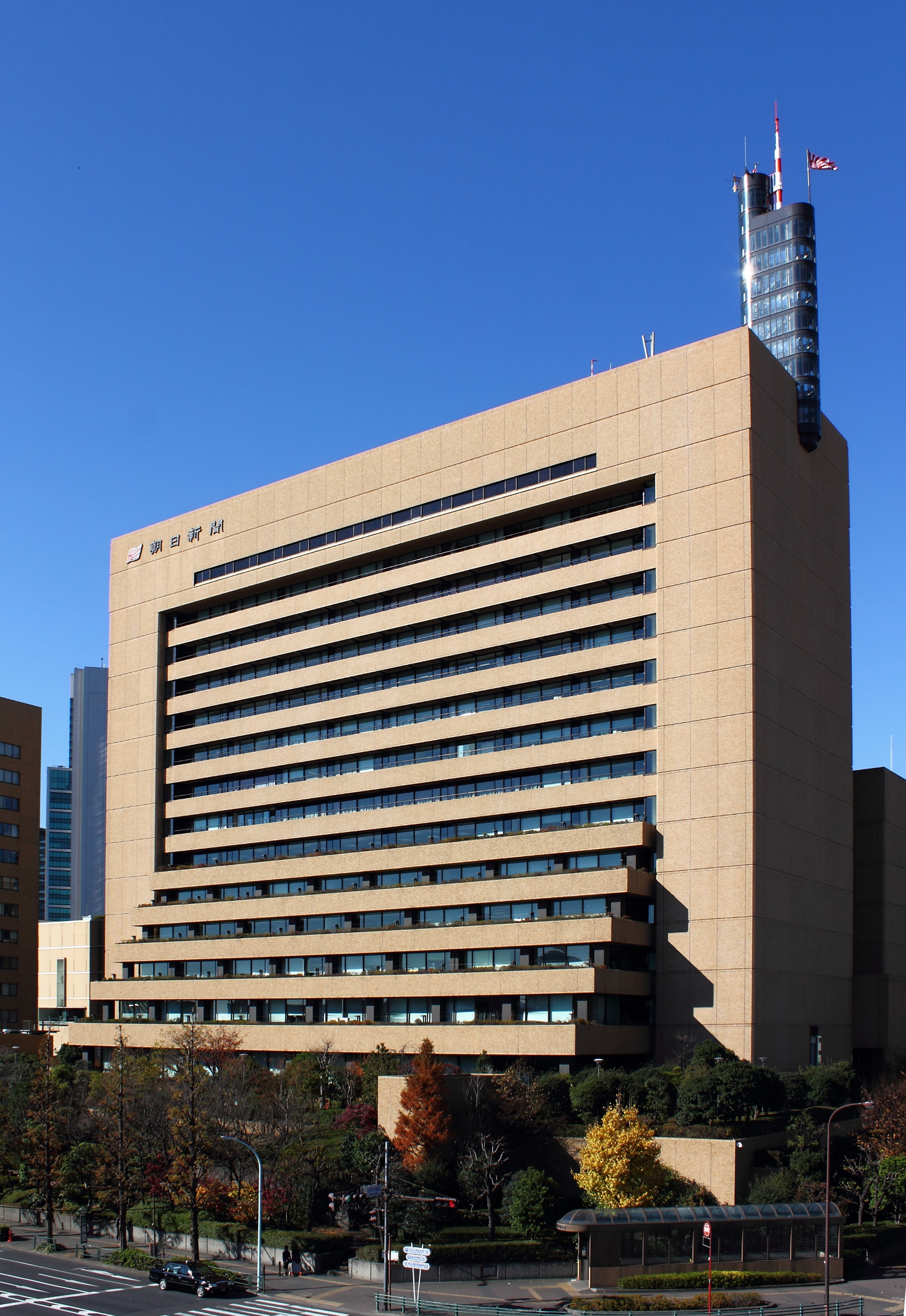
东京本社
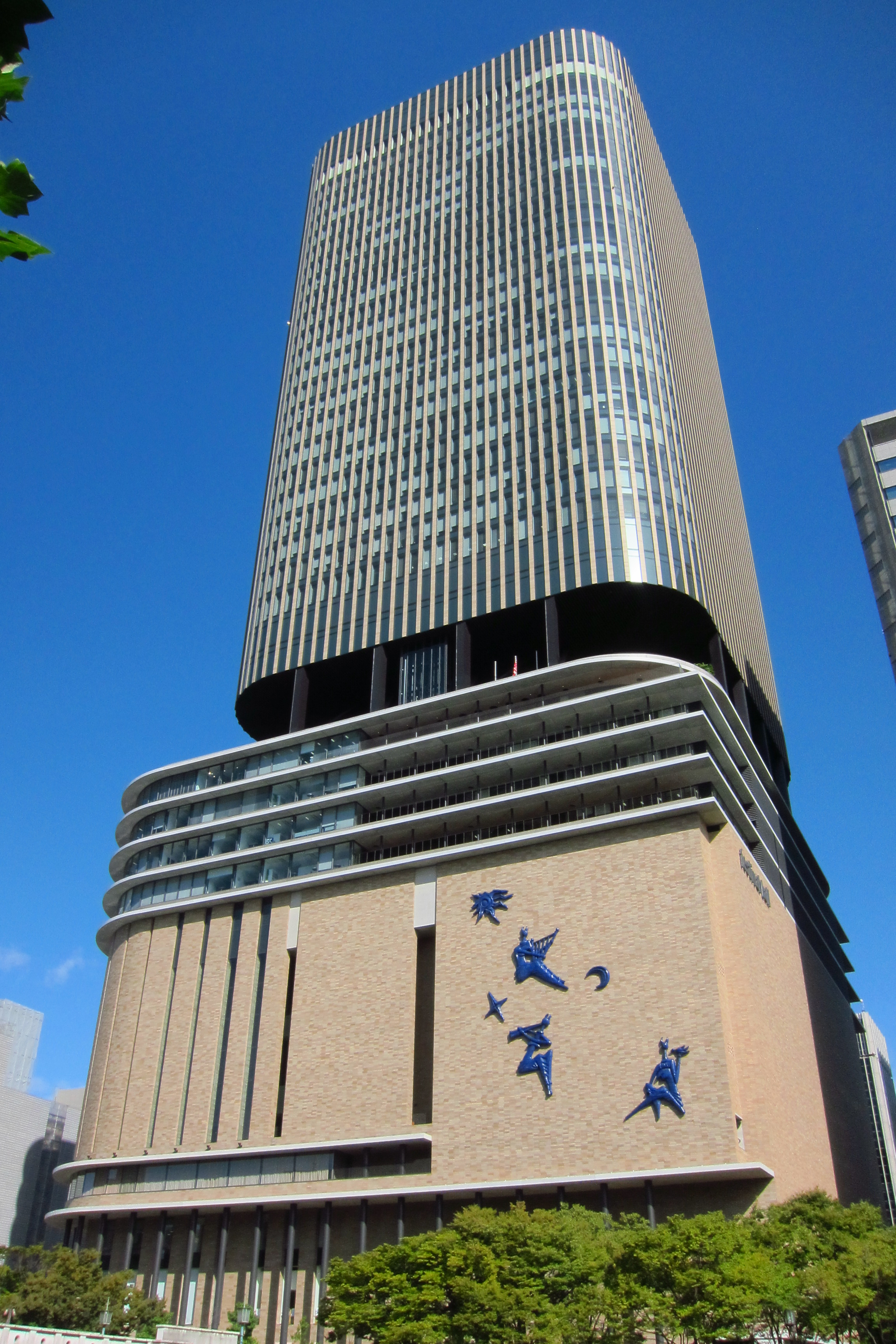
大阪本社
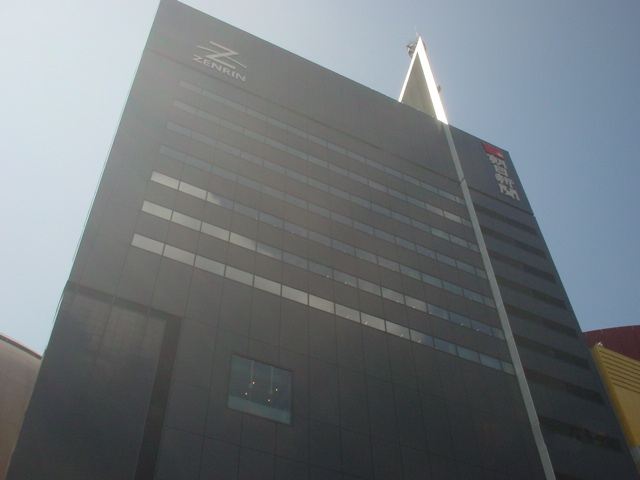
西部本社
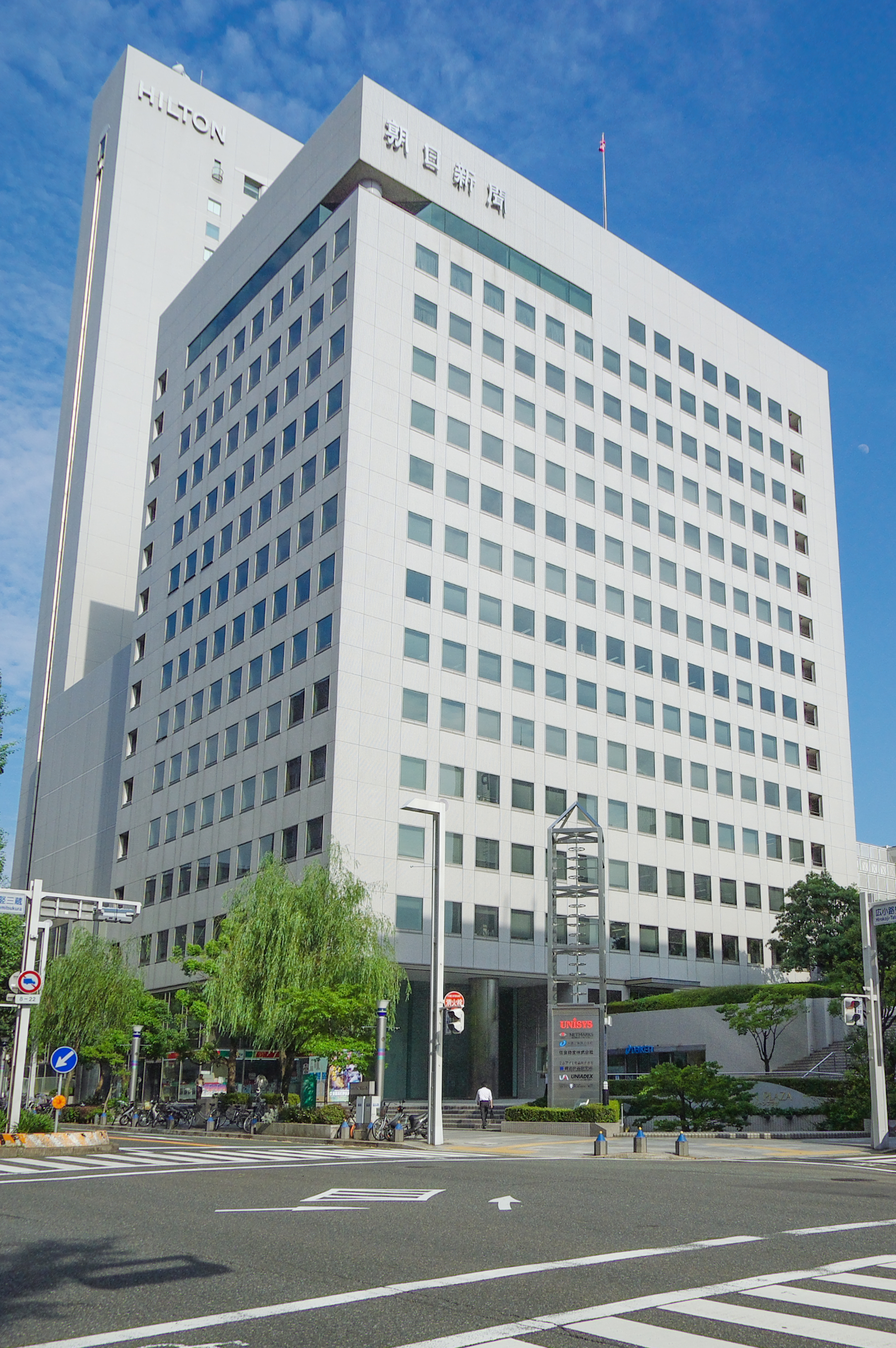
名古屋本社
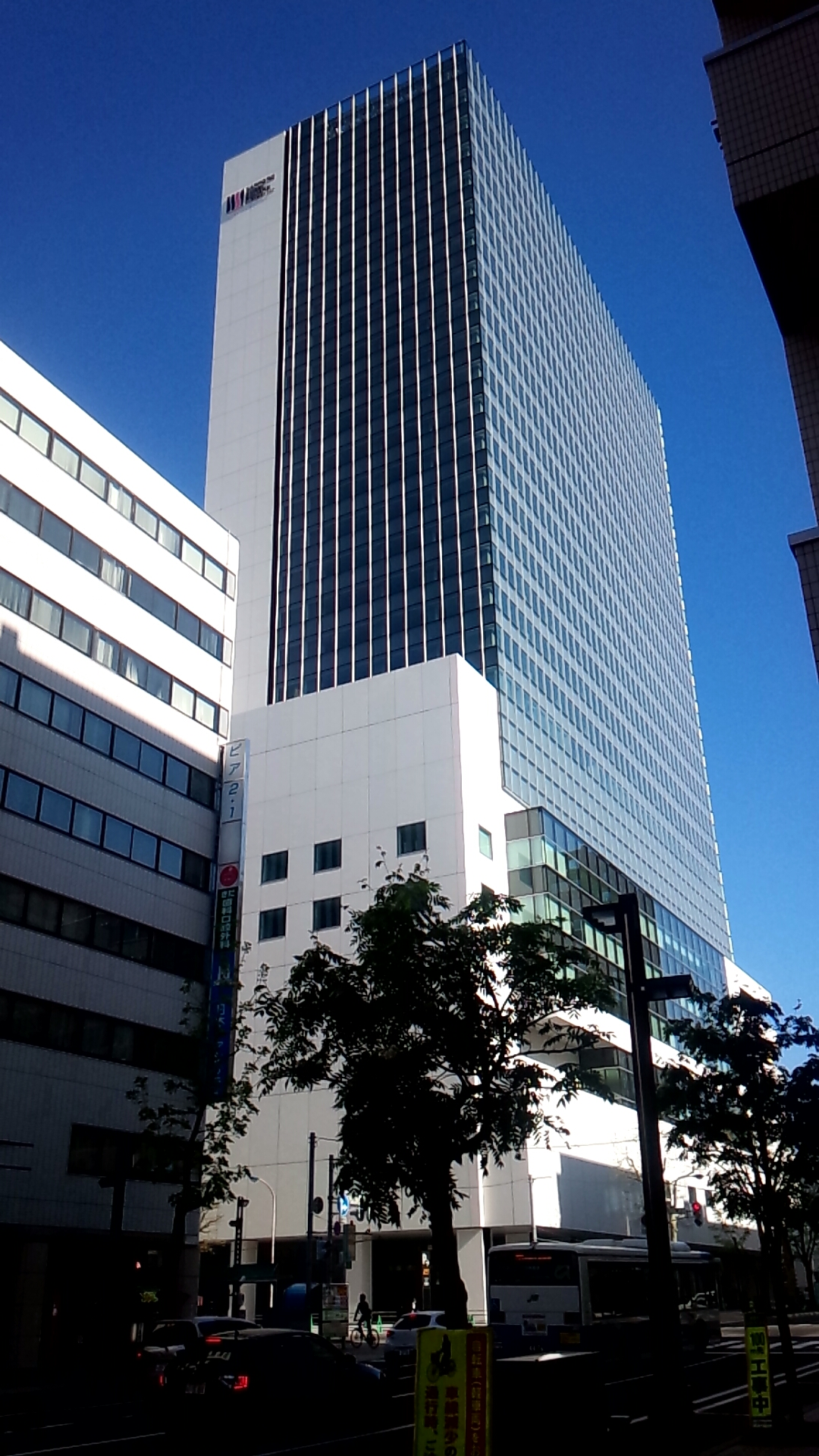
北海道支社
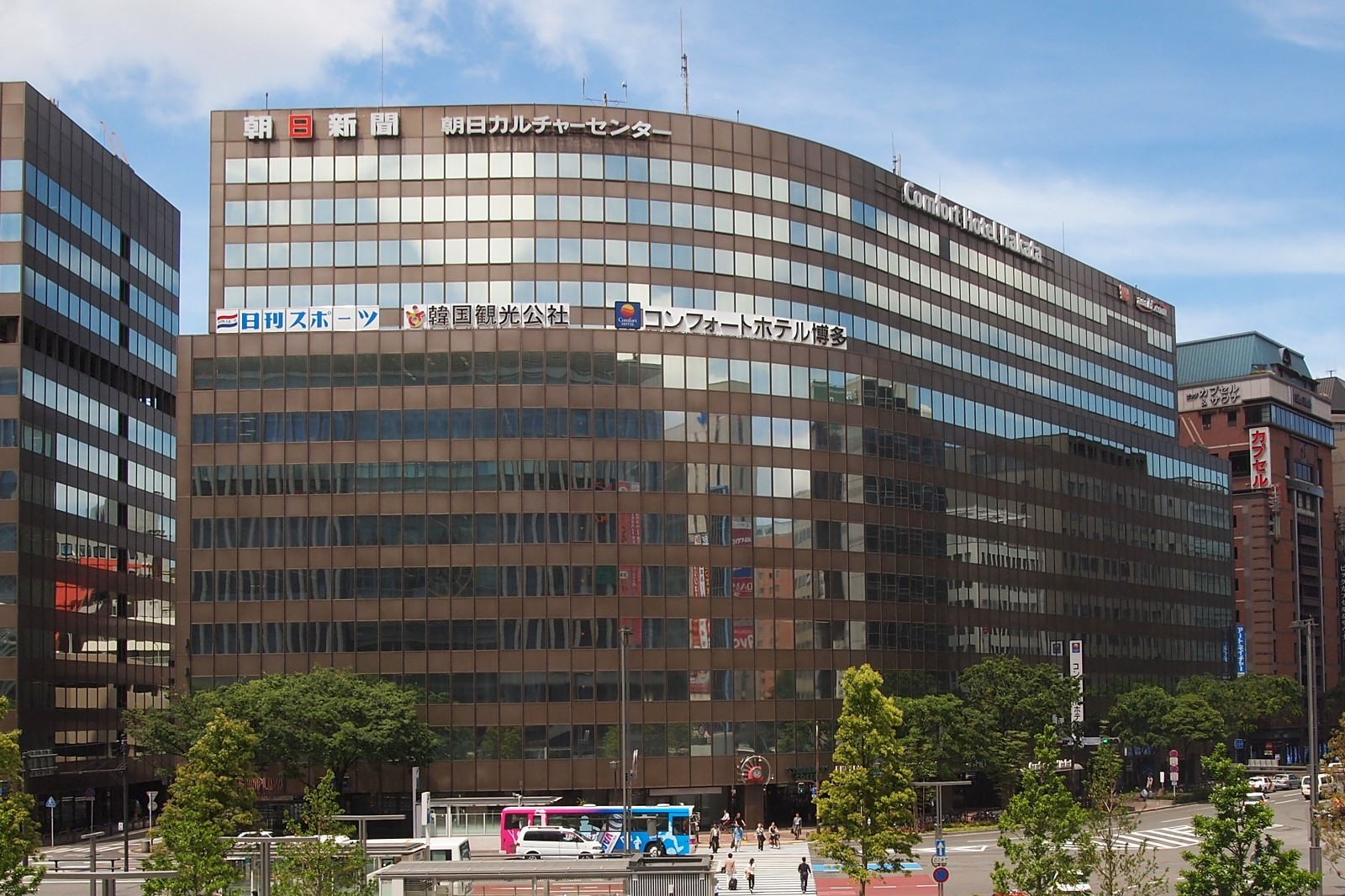
福冈本部

#### 记者站

##### 日本国内
在除本社、支社外的44个都道府县均设立了“总局”；同时在各都道府县内设立了共计246个“支局”。而在有本社、支社的地区，北海道与爱知县的“新闻中心”及大阪府的“社会部大阪组”相当于承担了“总局”职责。

##### 海外国际
朝日新闻社在华盛顿特区（美洲地区）、伦敦（欧洲地区）、开罗（中东及非洲地区）、曼谷（亚洲地区）和北京（中国地区）设立了5个国际总局；同时在这些总局的管辖下，于29个主要城市设立了国际支局。一旦出现重大新闻事件，总局与支局将配合报道。
此外，朝日新闻国际版分别在梅赫伦、纽约、洛杉矶、新加坡和香港等5个城市设立的印刷店。
| - 欧洲总局（伦敦） - 巴黎支局 - 柏林支局 - 布鲁塞尔支局 - 维也纳支局 - 罗马支局 - 莫斯科支局 - 海参崴支局 | - 中东和非洲总局（开罗） - 耶路撒冷支局 - 德黑兰支局 - 内罗毕支局 - 巴格达支局 - 迪拜支局 | - 亚洲总局（曼谷） - 新加坡支局 - 雅加达支局 - 马尼拉支局 - 新德里支局 - 伊斯兰堡支局 - 首尔支局 - 河内支局 | - 中国总局（北京） - 上海支局 - 广州支局 - 沈阳支局 - 台北支局【*直接负责中华民国（台湾）】 - 香港支局 | - 美洲总局（华盛顿特区） - 纽约支局 - 洛杉矶支局 - 圣保罗支局 - 哈瓦那支局 |

### 社旗·社徽
朝日新闻社的社旗和社徽采用了相同的设计。
整体设计以旭日旗为为原型，白底上是红色的朝阳象征图像。朝阳的部分与公司招牌使用了相同的“朝”字。不过朝日分为从左边升起（用于东京本社和北海道支社）和从右边升起（用于大阪本社、西部本社和名古屋本社）两个版本。

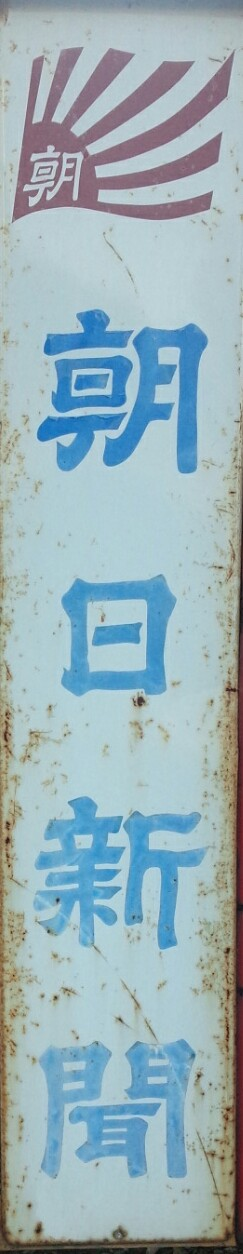
朝日新闻社社徽 （位于其招牌顶端）
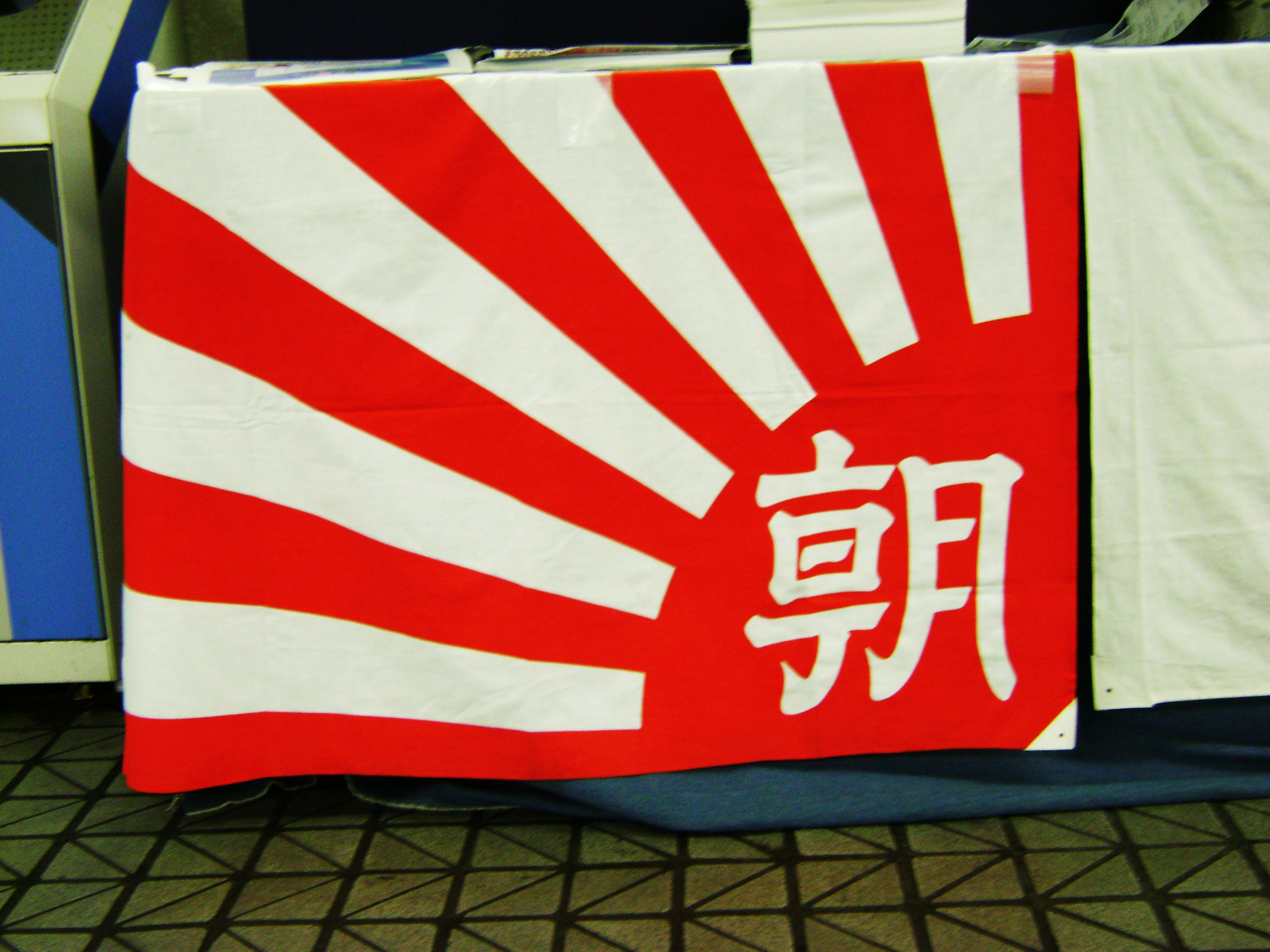
朝日新闻社社旗 （西日本版）

## 旗下公司

### 新闻出版
| - 朝日学生新闻社 - 朝日新闻媒体制作公司（简称“APro”；由朝日Mullion21公司于2016年4月1日更名而来。） - 朝日家庭新闻社 - 朝日新闻出版 - 日本赫芬顿邮报（《赫芬顿邮报》日本发行方） | - 日刊体育新闻社（《日刊体育》东日本版） - 日刊体育新闻西日本（《日刊体育》西日本版） - 日刊体育新闻大阪本社 - 日刊体育新闻名古屋本社 - 日刊体育新闻西部本社 - 北海道日刊体育新闻社（《日刊体育》北海道版） |

### 网络事业
- 朝日网络（日语：朝日ネット）（负责互联网服务供应商ASAHI Net（日语：ASAHIネット）的运营。2000年通过管理层收购成为独立公司；2013年12月与朝日新闻社缔结业务及资本合作协议。）
- 朝日互动（负责IT资讯网站CNET、ZDNet日本站的运营，同时负责CNN日本网站的开设及运营。）

### 文化事业
- 朝日文化中心

### 广告事业
- 朝日广告社（日语：朝日広告社）
- 朝日广告代理社
- 朝日广告技术
- 关东朝日广告社
- 东日本朝日广告社
- 三和广告社
- 大阪朝日广告社
- 福冈县朝日广告社（日语：朝日広告社 (福岡県)）
- 中部朝日广告

### 夹报广告
- 朝日夹报广告
- 朝日夹报广告大阪
- 朝日夹报广告西部
- 朝日夹报广告名古屋
- 朝日服务

### 印刷邮寄
- 朝日印刷（日语：朝日プリンテック）
- 凸版传媒印刷科技东京公司[4]
- 凸版传媒印刷科技关西公司
- 日刊体育印刷社[5]
- 北海道日刊体育印刷社
- 朝日产业[6]

### 销售事业
- 朝日新闻销售服务有限公司
- 名古屋朝日新闻销售服务有限公司
- 朝日销售服务中心有限公司
- 朝日销售服务有限公司
- 大阪朝日销售发展有限公司
- 朝日顶级有限公司
- 新贩有限公司

### 商业广播
| - 北海道电视台 - 青森朝日放送 - 岩手朝日电视台 - 东日本放送 - 秋田朝日放送 - 山形电视台 - 福岛放送 - 新潟电视台21 - 长野朝日放送 - 静冈朝日电视台 - 北陆朝日放送 | - 朝日电视控股 - 朝日电视台 - BS朝日 - 朝日电视媒体中心 - CS ONE TEN - 日本有线电视 - 名古屋电视台 - 朝日放送集团控股 - 朝日放送电视台 - 朝日放送广播电台 - Sky A | - 广岛HOME电视台 - 山口朝日放送 - 濑户内海放送 - 爱媛朝日电视台 - 九州朝日放送 - 长崎文化放送 - 熊本朝日放送 - 大分朝日放送 - 鹿儿岛放送 - 琉球朝日放送 - 全关西有线电视 |

### 国际业务
- （纽约公司）
- （新加坡公司）

### 旅行业务
- 朝日旅行（朝日太阳旅程）

### 不动产及物业管理
- 朝日建筑（日语：朝日ビルディング）公司
- 朝日物业管理（日语：朝日建物管理）公司
- 朝日新闻地产公司
- 有乐町中心大厦管理公司（日语：有楽町センタービル）
- 千里朝日坂急大厦管理公司

### 业务支持及人才派遣
- 朝日新闻综合服务（日语：朝日新聞総合サービス）

### 其他
- 宫本商行
- 朝日媒体实验室
- 朝日机场服务

### 出典
1. ↑  . 朝日新聞社.   [2021-03-23]. （原始内容存档于2021-03-19）.
2. ↑   (PDF). 朝日新聞社.   [2021-03-23]. （原始内容存档 (PDF)于2021-01-24）.
3. ↑  . 朝日新闻.   [2021-03-23]. （原始内容存档于2021-01-24）.
4. ↑  . Toppan Media Printech Tokyo Co., LTD.   [2021-03-23]. （原始内容存档于2021-01-24）.
5. ↑  . 株式会社日刊スポーツＰＲＥＳＳ.   [2021-03-23]. （原始内容存档于2021-01-24）.
6. ↑  . 朝日産業株式会社.   [2021-03-23]. （原始内容存档于2021-01-24）.